# Nuoto di fondo ai Campionati africani di nuoto 2010
Le gare di nuoto di fondo ai Campionati africani di nuoto 2010 si disputarono il 19 settembre 2010, presso la spiaggia Sidi Abbed a Temara, in Marocco.

## Podi

### Uomini
| Evento | Oro            | Perform. | Argento       | Perform. | Bronzo               | Perform. |
| 5 km   | Hadeil Mohamed | 40'50"36 | Daniel Marais | 40'50"31 | Abdul-Malick Railoun | 41'33"12 |

### Donne
| Evento | Oro          | Perform. | Argento       | Perform. | Bronzo                   | Perform. |
| 5 km   | Jessica Roux | 45'02"78 | Sara El Bekri | 46'28"06 | Malya Mgehezzi Bakhouche | 46'30"08 |

## Medagliere
| Posizione | Paese     | Oro | Argento | Bronzo | Totale |
| --------- | --------- | --- | ------- | ------ | ------ |
| 1         | Egitto    | 1   | 1       | 0      | 2      |
| 2         | Sudafrica | 1   | 1       | 0      | 2      |
| 3         | Marocco   | 0   | 1       | 0      | 1      |
| 4         | Algeria   | 0   | 0       | 1      | 1      |
| Totale    | Totale    | 2   | 2       | 2      | 6      |